# Willa Willy’ego Nelle w Szczecinie
Willa Nellego – zabytkowa willa znajdująca się przy ul. Słowackiego 3 w Szczecinie.
Wzniesiona w 1880 roku w stylu eklektycznym z przewagą elementów neorenesansowych. Jej pierwszym właścicielem był mistrz budowlany Emil Otto. Bogato zdobiony budynek od frontowej strony posiada ryzalit zwieńczony tympanonem, z półkolumnami jońskimi w dolnej kondygnacji i neoromańskim triforium z półkolumnami korynckimi na piętrze. W płycinach okiennych znajdują się wici akantowe, wewnątrz zaś dwa plafony ozdobione scenami bachanaliów. Przed wejściem nasadzono szpaler lip, od strony zachodniej rośnie zaś rozłożysty klon.
W 1905 roku willę nabył właściciel pobliskiego browaru Willy Nelle, dokonując jej rozbudowy. Dobudowano wówczas stajnię i powozownię, na tyłach utworzono ogród ciągnący się aż do obecnej ulicy Barnima III, samą zaś willę ozdobiono w większości niezachowanymi do czasów obecnych dekoracjami. W okresie międzywojennym willa należała do mistrza dekarskiego Paula Gläsera. W latach 30. założono instalację gazową i centralne ogrzewanie.
W latach 1945–1947 w budynku działała szkoła MO, później pełnił on funkcje mieszkalne. W 1959 roku ulokowano w nim przychodnię pediatryczną. Po 1996 roku budynek przeszedł w ręce prywatne, kilkakrotnie zmieniając właścicieli. Niezagospodarowany, popadł w ruinę. 21 października 2017 roku w opuszczonym i zdewastowanym budynku zawalił się dach. W marcu 2018 roku rozpoczęto prace remontowe, mające przywrócić willi dawny blask. Odbiór prac remontowo-konserwatorskich miał miejsce w kwietniu 2020 roku.